# David Bailly
David Bailly (Leiden, 1584 - aldaar, begraven oktober 1657) was een Nederlandse kunstschilder.

## Levensloop
Bailly, zoon van een Vlaamse immigrant Peter Bailly, was een leerling van Cornelis van der Voort, van de kopergraveur Jacob de Gheyn en waarschijnlijk ook van zijn vader.
In de periode 1608 tot 1613 maakte hij studiereizen naar Duitsland (Hamburg) en Italië (Venetië en Rome). Op de terugreis naar Holland werkte Bailly voor diverse Duitse prinsen. Na zijn terugkomst in Leiden begon Bailly met het schilderen van historiestukken, stillevens en portretten, vaak in een combinatie met vanitasstillevens. Ook vervaardigde hij zijn eerste zelfportretten en portretten van zijn studenten en professoren aan de Universiteit Leiden. Vaak voegde hij een portret van zichzelf toe aan zijn schilderijen, een gewoonte die vooruitliep op Rembrandt, die later datzelfde deed. Bailly deed het zelfs op een door Joris van Schooten geschilderd schuttersstuk. Zijn bekendste schilderij is het Vanitas-stilleven met zelfportret van de schilder uit 1651. Hij was medeoprichter van het Sint-Lucasgilde in Leiden, waarvan hij in 1648 hoofdman werd.
Bailly was zelf leermeester van zijn neven Harmen en Pieter Steenwijck.
Van 10 maart tot 2 juli 2023 wijdde het Museum De Lakenhal in Leiden voor het eerst een overzichtstentoonstelling aan het werk van Bailly.

## Werken
| Datering  | Titel                                             | Type       | Verblijfplaats                   | Afbeelding |
| --------- | ------------------------------------------------- | ---------- | -------------------------------- | ---------- |
| Ca. 1625  | Zelfportret                                       | Tekening   | Rijksmuseum Amsterdam, Amsterdam |            |
| 1625      | Zelfportret                                       | Tekening   | Rijksmuseum Amsterdam, Amsterdam |            |
| 1625      | Portret van Aertge Witsen                         | Tekening   | Clement C. Moore, New York       |            |
| 1626      | Portret van Aertge Witsen                         | Schilderij | Rijksmuseum Amsterdam, Amsterdam |            |
| 1635-1640 | Jonge man met bontmuts                            | Schilderij | Rijksmuseum Amsterdam, Amsterdam |            |
| 1636      | Portret van Anthony de Wale                       | Schilderij | Rijksmuseum Amsterdam, Amsterdam |            |
| 1651      | Vanitas-stilleven met zelfportret van de schilder | Schilderij | Museum De Lakenhal, Leiden       |            |

- Biblioteca Nacional de España: XX1520807
- Bibliothèque nationale de France: cb14968779n (data)
- Biografisch Portaal: 27364883
- Digitale Bibliotheek voor de Nederlandse Letteren: bail002
- Gemeinsame Normdatei: 139258310
- International Standard Name Identifier: 0000 0000 7103 5201
- Library of Congress Control Number: nr90015884
- MusicBrainz: dabfec45-c75c-46f3-b437-3d4fd6bd7175
- Nationale Bibliotheek van Tsjechië: ntk20231182505
- Nederlandse Thesaurus van Auteursnamen: 273425315
- RKD-Nederlands Instituut voor Kunstgeschiedenis: 3626
- Istituto Centrale per il Catalogo Unico: BVEV074000
- Système universitaire de documentation: 230330924
- Union List of Artist Names: 500006781
- Virtual International Authority File: 61820967
- WorldCat: E39PBJxx9h6w3f9xdRx9XtdPcP